# Río San Pedro de Atacama
Ne doit pas être confondu avec Río San Pedro (Chili).
Pour les articles homonymes, voir Río San Pedro et San Pedro.
Le Río San Pedro est une rivière du Chili située dans la région d'Antofagasta au nord du Chili. Le rio se forme au confluent des Río Grande et Río Salado (également appelés Chuschul).
Le Río Grande commence son cours au confluent des Río Jauna et Río Putana, et en aval reçoit les eaux du Río Machuca. Le Putana prend sa source sur le versant nord du volcan du même nom. 
Le Salado prend sa source à l'Aguada Puripica et coule vers le sud sur 43 km  jusqu'à ce qu'il fusionne avec le Río Grande pour devenir le Río San Pedro. Depuis son origine, la rivière San Pedro coule sur 12 km au sud de la ville de San Pedro de Atacama. De là, la rivière suit un cours en forme de delta à peine distinguable.

## Voir également
- Liste des cours d'eau du Chili